# Escurinho (músico)
Jonas Epifânio dos Santos Neto, conhecido como Escurinho (Serra Talhada, 21 de maio de 1962) é um cantor, compositor e percussionista brasileiro radicado na Paraíba.
Nascido no sertão de Pernambuco, aos onze anos de idade Escurinho se muda com a família para a cidade Catolé do Rocha, na Paraíba, onde passa a maior parte da infância e adolescência e onde tem os primeiros contatos com o fazer musical.  Catolé vivia um período de intensa atividade política e cultural, com um movimento estudantil bastante atuante. Foi nesse contexto que conheceu o jovem Chico César, e junto a outros amigos criaram o Grupo Ferradura, com o qual começaram a desenvolver suas habilidades como cantores, compositores e instrumentistas, tocando em diversas cidades da Paraíba. 
No início da década de 80, se muda para João Pessoa e rapidamente se insere na cena musical da cidade. Faz amizade com Pedro Osmar e participa de apresentações com o Jaguaribe Carne, passa a ter aulas de percussão com Odair Salgueiro e a acompanhar cantores da cidade. Como integrante do grupo de teatro Piolim, foi o responsável pela trilha sonora do espetáculo Vau da Sarapalha, dirigido por Luiz Carlos Vasconcelos, pela qual foi premiado.
Na década de 90, conhece o guitarrista Alex Madureira e junto com ele começa a trabalhar num repertório com composições próprias, que resultou no disco de 1995, Labacé. A partir desse trabalho, Escurinho passou a consolidar seu nome no circuito cultural nordestino, tocando em festivais no Brasil inteiro.

## Discografia

### Álbuns
- 1995 – Labacé
- 2003 – Malocage
- 2013 – O Princípio Básico
- 2015 – Ciranda de Maluco Vol. 1

### DVDs
- 2004 – Toca Brasil